# Sapromyza xanthiceps
Sapromyza xanthiceps är en tvåvingeart som beskrevs av Samuel Wendell Williston  1897. Sapromyza xanthiceps ingår i släktet Sapromyza och familjen lövflugor. Inga underarter finns listade i Catalogue of Life.